# Enseñame a vivir (telenovela)
Enseñame a vivir é uma telenovela argentina produzida pela Pol-ka Producciones e exibida pelo Canal 13 entre 12 de maio de 2009 e 14 de dezembro de 2009.

## Elenco
- Pablo Rago - Lucas Antonio Linares
- Violeta Urtizberea - Clodine Fernández Salguero
- Jorge Suárez - Félix Argentino Benítez
- Laura Azcurra - Marcela Correale
- Felipe Colombo - Cristobal Amadeo
- Agustina Lecouna - Maria Luján Fernández
- Julieta Zylberberg - Clodine Salguero/Lorena Beatriz
- Adela Gleijer - Amanda Fernández Salguero
- Patricia Etchegoyen - Emilia Benítez
- Germán Kraus - Manuel Goyena
- Fernando Dente - Miguel Angel

## Prêmios e indicações
| Ano  | Prêmio               | Categoria                     | Indicação           | Resultado |
| ---- | -------------------- | ----------------------------- | ------------------- | --------- |
| 2009 | Prêmio Clarín        | Revelação                     | Julieta Zylberberg  | Venceu    |
| 2009 | Prêmio Martín Fierro | Atriz protagonista de Comédia | Violeta Urtizberea  | Indicado  |
| 2009 | Prêmio Martín Fierro | Ator protagonista de Comédia  | Pablo Rago          | Indicado  |
| 2009 | Prêmio Martín Fierro | Atriz coadjuvante de Comédia  | Ana María Picchio   | Indicado  |
| 2009 | Prêmio Martín Fierro | Atriz coadjuvante de Comédia  | Patricia Etchegoyen | Venceu    |